# Горња Трешњевица
Горња Трешњевица је насеље у Србији у општини Аранђеловац у Шумадијском округу. Према попису из 2022. има 320 становника (према попису из 2011. било је 410 становника).
Овде се налази Запис јасен код цркве (Горња Трешњевица). Црква је изграђена 1935, међу приложницима је био и Александар I Карађорђевић.

## Демографија
У насељу Горња Трешњевица живи 495 пунолетних становника, а просечна старост становништва износи 47,1 година (45,9 код мушкараца и 48,5 код жена). У насељу има 211 домаћинстава, а просечан број чланова по домаћинству је 2,76.
Ово насеље је скоро у потпуности насељено Србима (према попису из 2002. године), а у другој половини XX века је становништво више него преполовљено.
|  |

| Демографија | Демографија | Демографија |
| Година      | Становника  | Становника  |
| ----------- | ----------- | ----------- |
| 1948.       | 1.546       |             |
| 1953.       | 1.497       |             |
| 1961.       | 1.438       |             |
| 1971.       | 1.159       |             |
| 1981.       | 943         |             |
| 1991.       | 704         | 655         |
| 2002.       | 583         | 621         |
| 2011.       | 410         |             |
| 2022.       | 320         |             |

| Етнички састав према попису из 2002.‍ | Етнички састав према попису из 2002.‍ | Етнички састав према попису из 2002.‍ | Етнички састав према попису из 2002.‍ | Етнички састав према попису из 2002.‍ |
| ------------------------------------ | ------------------------------------ | ------------------------------------ | ------------------------------------ | ------------------------------------ |
|                                      |                                      |                                      |                                      |                                      |
| Срби                                 | Срби                                 |                                      | 578                                  | 99,14%                               |
| Југословени                          | Југословени                          |                                      | 1                                    | 0,17%                                |
| непознато                            | непознато                            |                                      | 3                                    | 0,51%                                |

| Година пописа     | 1948. | 1953. | 1961. | 1971. | 1981. | 1991. | 2002. |
| ----------------- | ----- | ----- | ----- | ----- | ----- | ----- | ----- |
| Број домаћинстава | 309   | 306   | 324   | 311   | 271   | 222   | 211   |

| Број чланова      | 1  | 2  | 3  | 4  | 5  | 6  | 7 | 8 | 9 | 10 и више | Просек |
| ----------------- | -- | -- | -- | -- | -- | -- | - | - | - | --------- | ------ |
| Број домаћинстава | 62 | 58 | 30 | 23 | 15 | 14 | 8 | 1 | 0 | 0         | 2,76   |

| Пол    | Укупно | Неожењен/Неудата | Ожењен/Удата | Удовац/Удовица | Разведен/Разведена | Непознато |
| ------ | ------ | ---------------- | ------------ | -------------- | ------------------ | --------- |
| Мушки  | 264    | 76               | 157          | 23             | 8                  | 0         |
| Женски | 249    | 34               | 152          | 55             | 4                  | 4         |
| УКУПНО | 513    | 110              | 309          | 78             | 12                 | 4         |

| Пол    | Укупно                    | Пољопривреда, лов и шумарство | Рибарство                            | Вађење руде и камена | Прерађивачка индустрија       |
| ------ | ------------------------- | ----------------------------- | ------------------------------------ | -------------------- | ----------------------------- |
| Мушки  | 150                       | 79                            | 0                                    | 11                   | 28                            |
| Женски | 85                        | 57                            | 0                                    | 0                    | 10                            |
| УКУПНО | 235                       | 136                           | 0                                    | 11                   | 38                            |
| Пол    | Производња и снабдевање   | Грађевинарство                | Трговина                             | Хотели и ресторани   | Саобраћај, складиштење и везе |
| Мушки  | 2                         | 4                             | 6                                    | 1                    | 8                             |
| Женски | 0                         | 1                             | 4                                    | 2                    | 2                             |
| УКУПНО | 2                         | 5                             | 10                                   | 3                    | 10                            |
| Пол    | Финансијско посредовање   | Некретнине                    | Државна управа и одбрана             | Образовање           | Здравствени и социјални рад   |
| Мушки  | 0                         | 1                             | 2                                    | 2                    | 3                             |
| Женски | 0                         | 1                             | 1                                    | 3                    | 1                             |
| УКУПНО | 0                         | 2                             | 3                                    | 5                    | 4                             |
| Пол    | Остале услужне активности | Приватна домаћинства          | Екстериторијалне организације и тела | Непознато            | Непознато                     |
| Мушки  | 1                         | 0                             | 0                                    | 2                    | 2                             |
| Женски | 2                         | 0                             | 0                                    | 1                    | 1                             |
| УКУПНО | 3                         | 0                             | 0                                    | 3                    | 3                             |

## Галерија
| - Горња Трешњевица - Горња Трешњевица 2 - Горња Трешњевица 3 |

## Знаменити људи
У селу Горња Трешњевица, у породици Стевана Божића и супруге му Даринке, рођен је Сретен Божић знаменити писац, антрополог, хуманиста и борац за права аустралијских Абориџина познат под именом Б. Вонгар (енгл. B. Wongar).